# Малков, Николай Сергеевич
Николай Сергеевич Малков — сотрудник Министерства внутренних дел Российской Федерации, подполковник милиции, погиб во время Второй чеченской войны, кавалер ордена Мужества (посмертно).

## Биография
Николай Сергеевич Малков родился 9 февраля 1959 года в городе Серове Свердловской области. В 1979 году поступил на службу в органы Министерства внутренних дел СССР. Прошёл служебный путь от милиционера до заместителя начальника отдела — начальника криминальной милиции Межмуниципального отдела внутренних дел «Советский» Ханты-Мансийского автономного округа.
5 мая 2000 года Малков был направлен в зону контртеррористической операции на Северном Кавказе, где был прикомандирован к временному Октябрьскому районному отделу внутренних дел столицы Чеченской Республики — города Грозного.
15 июня 2000 года в райотдел поступила информация, потребовавшая немедленной проверки. Оперативная группа примерно в 15:15 выдвинулась на трёх машинах по месту назначения. По пути сепаратисты устроили засаду, обстреляв транспорт. Средняя автомашина, в которой находился Малков и несколько его сослуживцев, была подорвана на радиоуправляемом фугасном взрывном устройстве. Все находившиеся в машине — подполковники милиции Н. С. Малков и И. В. Чернышов, старший лейтенант милиции С. Г. Власов, старший сержант милиции И. М. Грицина — скончались на месте от полученных ранений.
Указом Президента Российской Федерации от 22 февраля 2001 года за «мужество и героизм, проявленные при выполнении служебно-боевых задач, беззаветное служение Отечеству» подполковник милиции Николай Сергеевич посмертно был удостоен ордена Мужества. Навечно зачислен в списки личного состава ОВД Советского района Ханты-Мансийского автономного округа — Югры.

## Память
- В честь Малкова названа улица в городе Советском Ханты-Мансийского автономного округа.
- Имя Малкова носит открытый городской турнир по дзюдо, проводящийся в городе Советском[2].